# صاووجي جلبي بك
صاووجي چلبي بك أو شاهزاده صاودجي بك (بالتركية: Şehzade Savcı Bey)‏ (1362م بورصة -1385م بورصة) أمير عثماني وأصغر أبناء السلطان العثماني مُراد الأول، ولا تُحدِّد المصادر هويَّة والدته من بين زوجات السلطان مراد. أعلن العصيان على والده السلطان مراد الأول، وتعاون مع الأمير البيزنطي أندرونيقوس الرَّابع الذي تمرَّد أيضاً على والده الإمبراطور يوحنا الخامس باليولوج، وانتهى العصيان بِالقبض عليهما وقتلهما. 

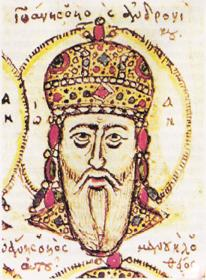
الإمبراطور يوحنا الخامس باليولوج.

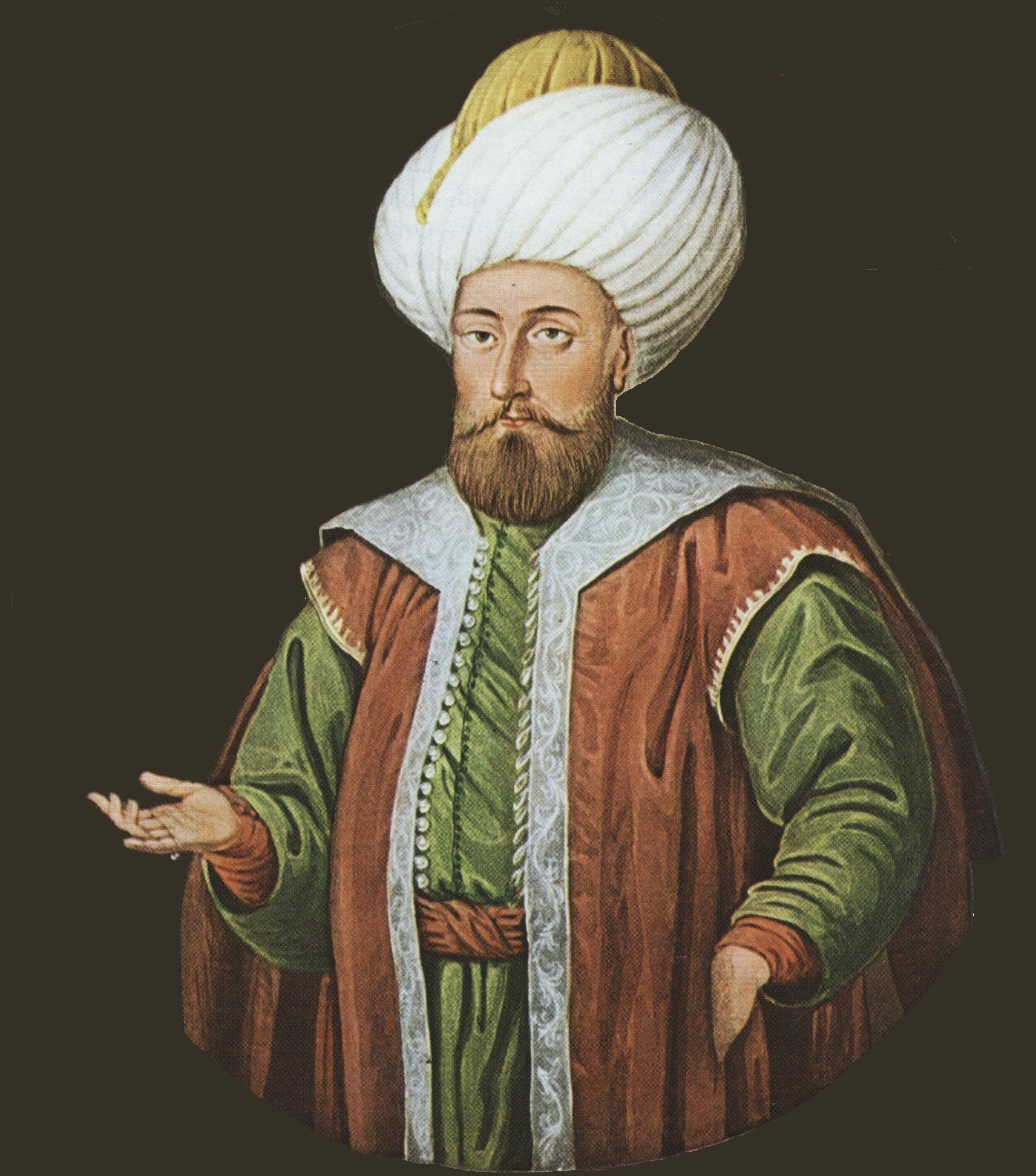
السُلطان الغازي مراد خان الخداوندگار.